# Hasta Mañana
«Hasta Mañana» (первоначальное название: «Who’s Gonna Love You?») — четвёртый трек с альбома Waterloo шведской группы ABBA. Перевод с испанского — «до завтра».
ABBA сначала не были уверены, будут ли они исполнять именно «Waterloo» на Melodifestivalen. Думая, что «Waterloo» слишком рискованно, в качестве запасного варианта была подготовлена «Hasta Mañana», по стилю более сходная с победителями Eurovision Song Contest прошлых лет. Тем не менее, они рискнули и остановились на «Waterloo», что принесло им успех.

## Позиции в чартах
В некоторых странах эта песня была выпущена как сингл. Би-сайды и обложки при этом существенно отличались. Так, например, в японском издании с обратной стороны звучала «Honey, Honey», а в итальянском — «Watch Out».
| Чарт (1974)                      | Позиция |
| -------------------------------- | ------- |
| Australian ARIA Singles Chart    | 16      |
| Italian FIMI Singles Chart       | 30      |
| New Zealand RIANZ Singles Chart  | 9       |
| South African Singles Chart      | 2       |
| Swedish Tio i topp Singles Chart | 1       |

## Кавер-версии
- Шведский ансамбль Nashville Train, частично состоявший из членов переменного состава самой АВВА, записал свою версию песни в 1977 году для альбома ABBA Our Way, выпущенного на лейбле Polar Music в Швеции.
- В 1974 году польская певица Anna Jantar исполнила песню «Hasta Mañana» на польском языке.
- В 1977 году американская певица Debbie Boone использовала свою кавер-версию песни как дополнение к синглу «You Light Up My Life».
- В 1978 году на русском языке (текст О. Жукова) песню перепел советский белорусский женский ВИА «Чаровницы» (белор. «Чараўніцы»). Кавер под названием «И днём, и ночью» вошёл в виниловый альбом ансамбля, выпущенного на ВФГ «Мелодия».
- В компиляции 1992 года ABBA — The Tribute (а также в альбоме 1999 года ABBA: A Tribute — The 25th Anniversary Celebration) песня присутствует в версии группы Army of Lovers.